# شینگل اسپرینگز (کالیفرنیا)
شینگل اسپرینگز (به انگلیسی: Shingle Springs) یک منطقهٔ مسکونی در ایالات متحده آمریکا است که در شهرستان ال دورادو، کالیفرنیا واقع شده‌است. شینگل اسپرینگز ۲۱٫۳۳۵ کیلومتر مربع مساحت و ۴٬۴۳۲ نفر جمعیت دارد و ۴۳۳ متر بالاتر از سطح دریا واقع شده‌است.